# Tibetská mísa

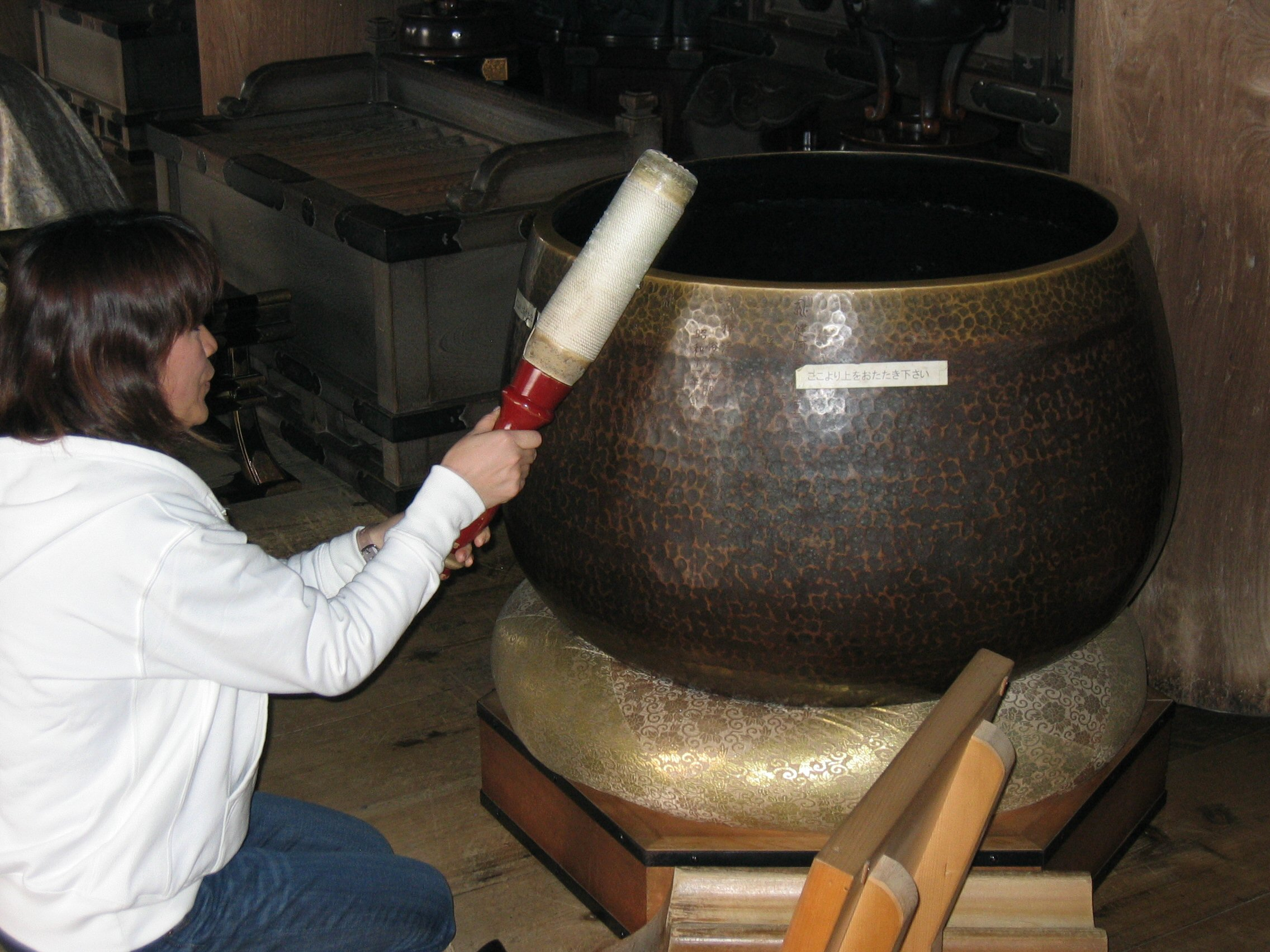
Příklad tibetské mísy

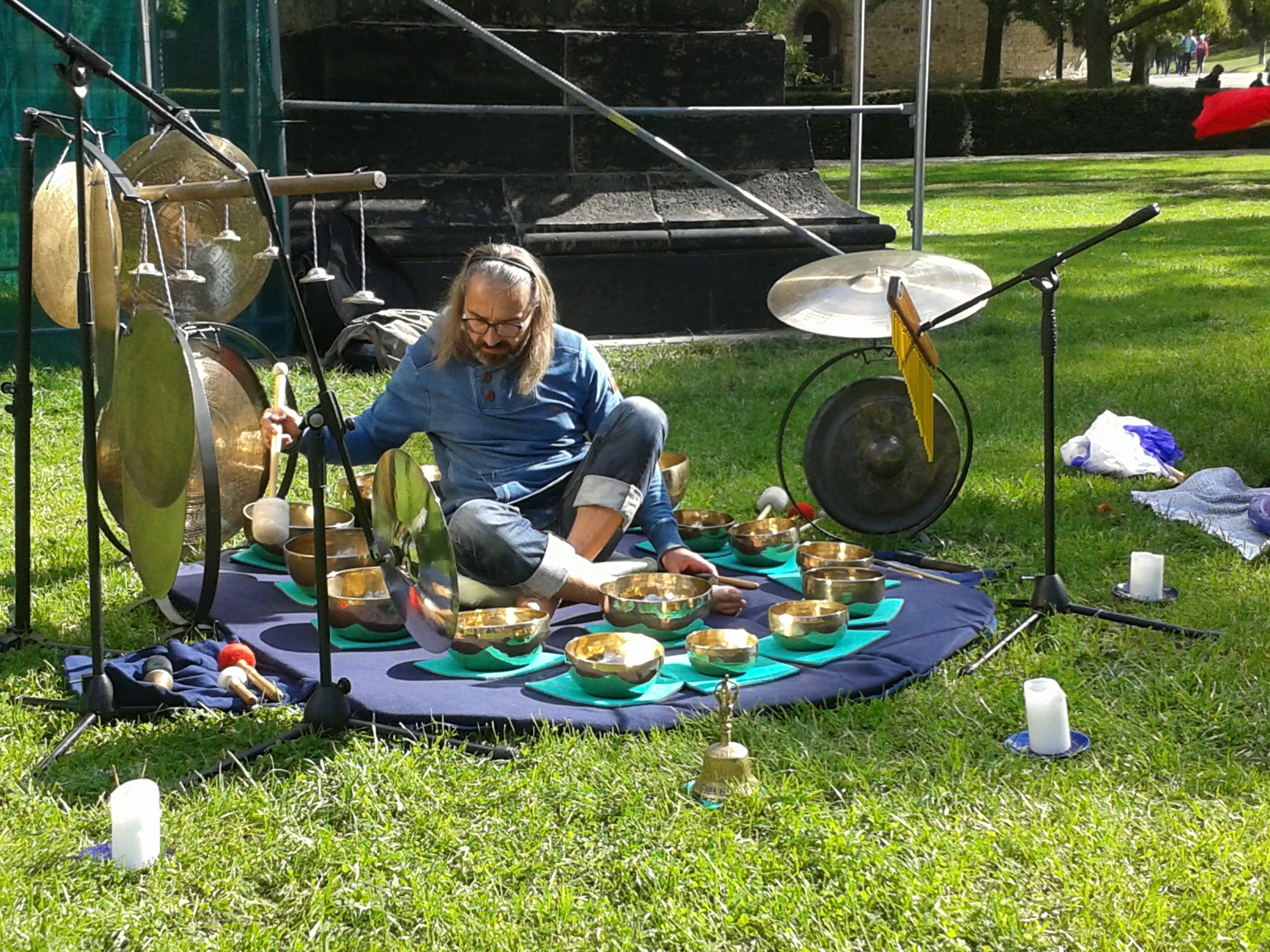
Hra na tibetské mísy a gongy

Tibetská mísa nebo také zpívající mísa je tradiční ozvučný lidový nástroj ze slitiny (obvykle) sedmi kovů ve tvaru mísy, který pochází z Nepálu a byl používán už v polovině 3. tisíciletí př. n. l. nejen k léčení neduhů těla a mysli ale i k různým meditacím. Existuje spousta druhů tibetských mís, např.: velká chrámová mísa, „talíř“ tzv. cestovní mísa a nebo kosmotvorka – univerzální zpívající mísa. Každá mísa má trochu jiný tón.
Původ můžeme vystopovat pravděpodobně v Nepálu nebo Tibetu, odkud se následně rozšířila do dalších zemí jihovýchodní Asie – Číny, Japonska, Bhútánu a Indie. Ale každá studie uvádí jiný původ. Původní náboženství v oblasti Nepálu a Tibetu v době vzniku mís tvořil především šamansko-animistické náboženství „bön“, které vyznávalo oduševnělost všech předmětů, věcí a jevů. Mísy byly využívány pravděpodobně k vyladění osob pro komunikaci se světem nekaždodenní reality a pro uvedení do stavu meditace a vnitřní rovnováhy. Zhruba v 7. století našeho letopočtu se dostává do Tibetu buddhismus, který přejímá mnoho prvků z původního náboženství bön a nechybí ani osvědčená pomůcka – zpívající mísa.
Tradičně se mísy odlévají ze slitiny sedmi kovů, které reprezentují sedm tradičních astrologických „planet“: zlato-Slunce, rtuť-Merkur, měď-Venuše, stříbro-Měsíc, železo-Mars, cín-Jupiter a olovo-Saturn. Někteří kovotepci zabývající se odléváním tibetských mís a také některé firmy vyrábějící mísy s využitím soustruhu používají místo ze sedmi slitinu jen z pěti kovů tzv. „panchalogu“ – což je v doslovném překladu „pět kovů“. Je to posvátná slitina využívaná pro odlévání sošek a dalších předmětů do chrámů, ale pro zpívající mísy, které mají mít vyvážený zvuk, se lépe hodí výše zmíněná slitina sedmi kovů. V panchaloze nalezneme zlato, stříbro, zinek, železo a měď (některé prameny uvádějí místo zlata a stříbra pouze cín). Ostatní kovy jsou zde pouze ve stopových množstvích.
Mohou být tepané, lité popřípadě vysoustružené. Avšak nejvíce ceněné jsou mísy tradičně ručně tepané, které mají podle většiny duchovních učitelů lepší zvuk. Některé jsou zdobené, ale většina ne. Vytvářejí takzvané alikvotní tóny, jejichž kmitočet je celočíselným násobkem základního tónu.

## Terminologie
V Japonsku se název liší mezi buddhistickými sektami. Mohou se proto nazývat rin (り ん), kin  (磬), dobachi,  keisu,  kinsu  (き ん す), sahari  nebo uchinarashi, . Velké chrámové zvony se někdy nazývají daikin  (大 磬), zatímco malé verze pro domácí oltáře jsou známé jako namarin. 
Čínský termín qing (磬, nebo historicky 罄), který odkazoval na lithofon používaný ve státních rituálech.  Počáteční čínské zvony se nazývají nao  (tradiční čínština: 鐃; zjednodušená čínština: 铙; pinyin: náo).

## Původ a historie
Existují důkazy, že tibetské misky vznikly v Číně, přičemž ty nejstarší spadají do šangské dynastie (16. – 11. století př. n. l.) a zároveň patří k nejstarším dochovaným bronzovým objektům v Číně. Rané bronzové zvony zvané nao ztělesňovaly některé z nejvyšších technických dovedností čínské civilizace a představovaly nejstarší známou formu zvonění. Nao byly vyrobeny ve velikostech mezi 8 a 50 cm. Byly připevněny horním okrajem k objektu, na kterém držely a do jejich vnější strany se paličkou prováděl úder. Některé typy byly konstruovány tak, že údery ve dvou různých bodech vytvářely různě znějící tóny.

## Použití

### Druhy použití
Hudebně jsou tyto objekty klasifikovány jako typ zvonku (zvonek je dutý objekt, který má maximální vibrace kolem otevřeného ráfku. Na druhé straně gong má maximální vibrace směrem ke středu).  Obvykle jsou umístěny na polštáři, aby umožnily ráfku volně vibrovat, ale malé zvonky mohou být i jemně drženy v ruce.  
Alternativně mohou mít některé zvony schopnosti „tibetské misky“. V tomto případě dřevěná palička někdy nazývaná jako hůlka  nebo puja , rotuje kolem vnějšího okraje, aby stimulovala nepřetržité vibrace v misce mechanismem skluzu,  jehož princip je stejný jako při hře na sklenice naplněné vodou.Hlasitost noty závisí na rychlosti paličky a použité síle. 

### Vibrace
Vibrační chování misek bylo simulováno  a bylo široce studováno. Misky vykazují jak radiální, tak tangenciální pohyb, v souběžném stabilním a nestabilním režimu. U tvrdší púdže může dojít k chrastění nebo chvění. Výzkum byl také prováděn pomocí kmitání indukovaného reproduktory. Studie zkoumaly chování misek částečně naplněných vodou, a způsob, jakým se rezonanční odezva mění s teplotou, a také charakteristiky vypuzování kapek z povrchu kapaliny.

## Využití v praxi
Tibetské mísy se používají pro náboženské účely, tvoření hudby a meditaci , jakož to i pro relaxaci a osobní pohodu.  Staly se velice oblíbenými u hudebních terapeutů a léčitelů, učitelů jógy a meditačních praktiků. 

### V náboženství
V náboženském kontextu jsou tibetské misky primárně spojeny s buddhistickou meditací a zpěvem, ale používají se také v taoistických praktikách.

### V hudbě
Tibetské mísy, se začaly dovážet na západ přibližně od počátku sedmdesátých let dvacátého století. Hudebníci Henry Wolff a Nancy Hennings byli spojování s použitím mísy pro hudební účely v jejich novém albu z roku 1972 Tibetan Bells. Toto album bylo první ze série pěti souvisejících vydání: Tibetan Bells II (1978), Yamantaka s Mickey Hartem (1982), Tibetan Bells III (1988) a Tibetan Bells IV (1991). Alba jsou založena na konceptu duchovní cesty s hudbou jako průvodcem.

### Ve spiritualitě a uzdravování
Na západě se někdy tibetské mísy používají v alternativní medicíně, jejich moderní popularita pro tento účel možná pochází z modálních vibračních studií  známých jako Zvukoterapie , prováděných lékařem Hansem Jennym (1904–1972).  Mísy jsou také používány ve zvukové terapii a pro osobní duchovní účely. Slouží pro ty, co věří, že zvuk může pracovat s čakrami.  Západní nahrávky tzv. „Tibetské hudby“ často spojují mísy s relaxací, stejně jako jim připisují léčivé schopnosti a schopnosti vytvořit v mysli posluchače nějaký „změněný stav“.  Tvrdilo se, že pozměněný stav (ať už meditativní, duchovní, související s drogami nebo všechny tři) je klíčovým spojením s „tibetskou hudbou“ a zvyšuje tím hodnotu tohoto zastoupení Tibetu.